# 샤이스타 칸
샤이스타 칸(벵골어: শায়েস্তা খাঁ, 1600년 11월 22일~1694년)으로 더 잘 알려진 미르자 아부 탈리브(벵골어: মির্জা আবু তালিব)는 무굴 벵골의 장군이자 수하였다. 아우랑제브 황제의 외삼촌인 그는 재위 기간 동안 핵심 인물로 활동했다. 샤이스타 칸은 처음에 데칸을 다스렸는데, 그곳에서 그는 마라타인 통치자 차트라파티 시바지 마하라즈와 충돌했다. 그러나 그는 1664년부터 1688년까지 벵골 총독으로 재임한 것으로 가장 유명하다. 샤이스타 칸의 통치하에, 그 지방의 다카와 무굴의 힘은 가장 높은 곳에 도달했다. 그의 업적은 사트 감부즈 모스크와 같은 주목할 만한 모스크의 건설과 치타공 정복을 주도하는 것을 포함한다. 샤이스타 칸은 또한 영국 동인도 회사와 영국-무굴 전쟁을 촉발시킨 책임이 있었다.

## 어린 시절
벵골의 영국 동인도 회사의 초대 총독이었던 윌리엄 헤지스의 일기에 따르면 샤이스타 칸의 생일은 11월 22일이었다.
칸은 페르시아인 태생이었다. 그의 할아버지 미르자 기야스 베그와 아버지 아불하산 아사프 칸은 각각 무굴 제국의 황제 자한기르와 샤 자한의 와지르였다. 그는 또한 황후 누르 자한의 친조카이자 황후 뭄타즈 마할의 동생으로 황후와 가족 관계를 맺었다. 자한기르는 무굴 궁정에서 그의 가족의 봉사와 지위를 인정받아 샤이스타 칸에게 미르자 칭호를 수여했다.
칸은 훈련을 받고 무굴 군대와 궁정에서 복무했으며, 여러 승진을 하고 여러 지방의 총독으로 임명되었다. 그는 또한 성공적인 군사 지휘관으로서 명성을 쌓았고, 그의 조카인 아우랑제브 왕자와 가까워졌는데, 그가 골콘다 왕국에 맞서 싸웠을 때였다.

## 벵골의 수바다르

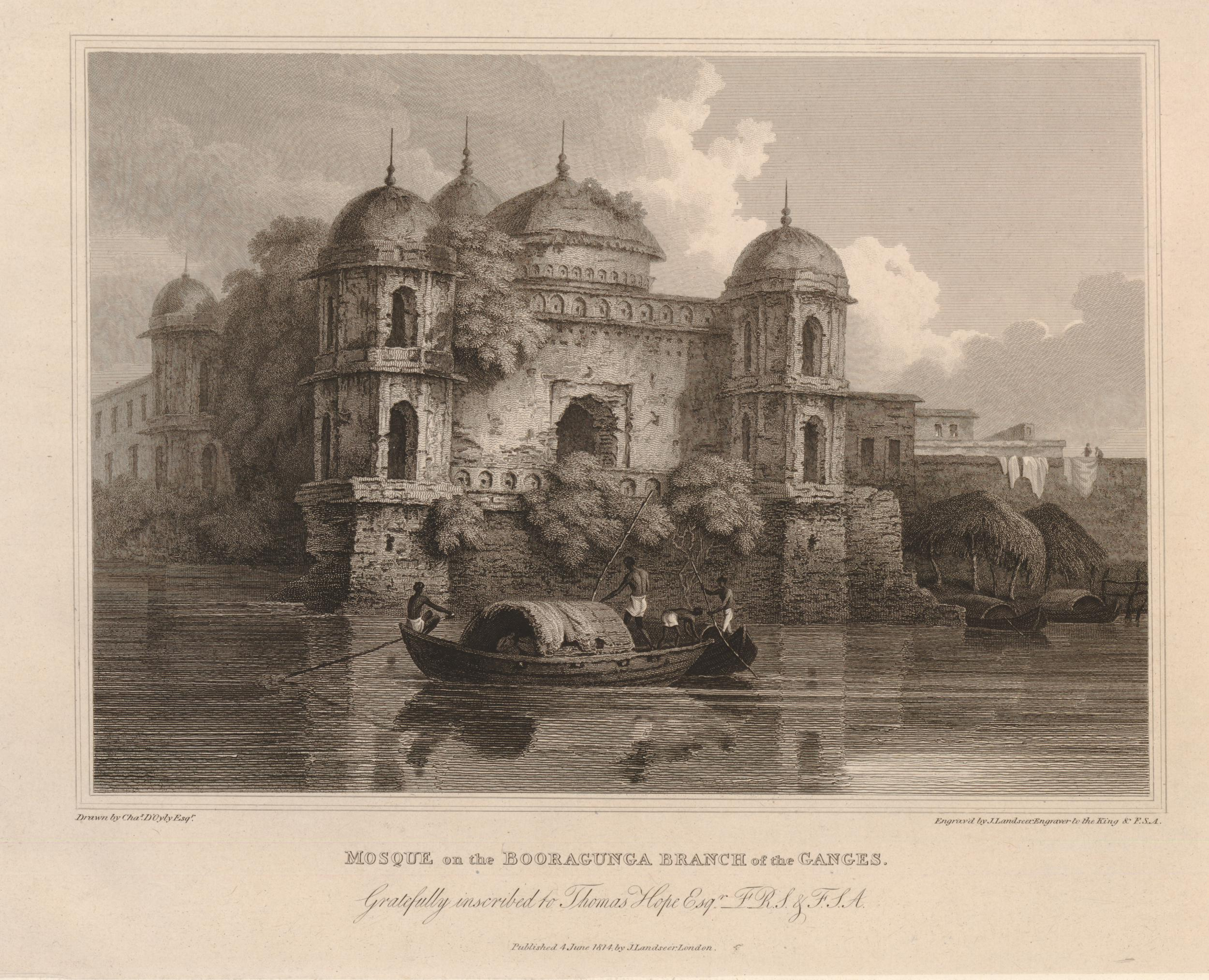
사트 마스지드의 건설은 샤이스타 칸의 것으로 여겨진다.

1663년 미르 주믈라 2세가 사망하자, 샤이스타 칸은 벵골의 수바다르로 임명되었다. 지방 총독으로서 그는 유럽, 동남아시아 및 인도의 다른 지역과의 무역을 장려했다. 그는 유럽 열강들과 무역 협정을 체결함으로써 그의 권력을 공고히 했다. 그의 강력한 지위에도 불구하고 그는 종종 무역 분쟁과 경쟁을 중재하면서 아우랑제브에게 충성을 유지했다. 그는 1686년 영국 동인도 회사를 벵골에서 금지시켰고, 영국-무굴 전쟁을 시작했다. 1678년, 무함마드 아잠 샤 왕자는 벵골의 수베다르로 임명되었다. 1680년, 샤이스타 칸은 다시 벵골의 수베다르로 임명되었다. 그는 1663년부터 1678년까지 첫 임기를, 1680년부터 1688년까지 두 번째 임기를 지냈다.